# Georgi Milanow
Georgi Wenzislawow Milanow (bulgarisch: Георги Венциславов Миланов, engl. Transkription  Georgi Ventzislavov Milanov; * 19. Februar 1992 in Lewski) ist ein bulgarischer Fußballspieler auf der Position eines Mittelfeldspielers und Stürmers. Nachdem er in der Jugend hauptsächlich im Angriff tätig war, ist er im Profibereich vorwiegend im Mittelfeld aktiv.
Georgi Milanow hat einen Zwillingsbruder mit dem Namen Ilija, mit dem er bei Litex Lowetsch zusammengespielt hat.

## Karriere

### Jugend
Georgi Milanow begann zusammen mit seinem Zwillingsbruder seine aktive Karriere als Fußballspieler in seiner Heimatstadt Lewski. Schon zu dieser Zeit bekamen beide Angebote von den Großklubs Bulgariens Lewski Sofia und ZSKA Sofia. Doch nicht nur die beiden Hauptstadtklubs waren an den beiden jungen Talenten interessiert, auch Spartak Plewen tat sein Interesse kund. Nach zwei Jahren in Lewski wechselten beide nach Lowetsch in den Nachwuchsbereich des dort spielenden PFK Litex Lowetsch. Dort durchliefen die Brüder verschiedene Jugendspielklassen, ehe sie im Jahre 2005 an die vereinseigene Akademie kamen. Wie schon zuvor in der Jugend kamen die beiden in einer Vielzahl an Meisterschaftsspielen zum Einsatz und vertraten oftmals ihren Verein bei verschiedenen Nachwuchsturnieren.
Georgi Milanow war bis zum Ende seiner Jugendkarriere im Jahre 2009 ein unverzichtbares Mitglied in den Akademiemannschaften. Zuletzt war er noch Kapitän des U-19-Teams und brachte es in seiner letzten Jugendspielzeit 2008/09 auf insgesamt rund 75 Einsätze. Dazu zählten neben Meisterschaftseinsätzen auch Einsätze in Freundschaftsspielen oder in verschiedenen Jugendturnieren. Milanow ging dabei in die Klubgeschichte ein, da es noch nie zuvor ein Litex-Jugendspieler auf so viele Einsätze innerhalb einer Saison gebracht hat. Sein Bruder war mit 72 Einsätzen ebenfalls nahe am Vereinsrekord dran. Im Februar 2009 zeigte der damalige Trainer des Profiteams Stanimir Stoilow, dass er sehr viel Vertrauen in die jungen Spieler des Vereins setzte und holte die Zwillingsbrüder von der Akademie in den Profikader. So startete Stoilow mit 25 Spielern, von denen acht noch unter 19 Jahre alt waren, ins Frühjahr 2009.
Zuvor gewannen die Zwillinge noch die U-19-Meisterschaft 2009, als sie das U-19-Team von Lewski Sofia mit 4:2 im Endspiel schlugen; Georgi Milanow wurde dabei auch Torschützenkönig.

### Vereinskarriere

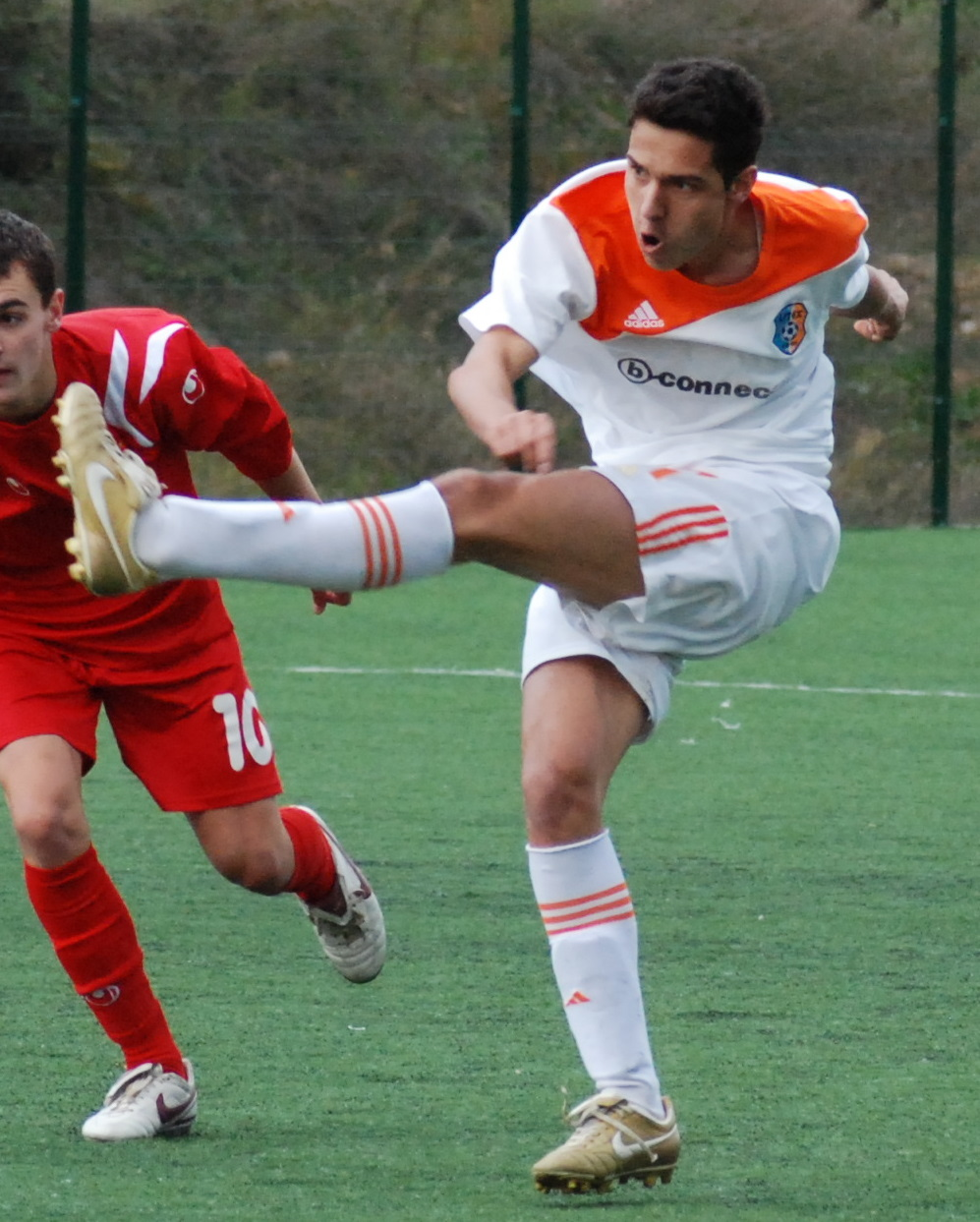
Georgi Milanow in Aktion (2009)

Im Sommer 2009 nahm Georgi Milanow in den Niederlanden an der Vorbereitung für die Saison 2009/10 teil. Dabei erzielte der junge Stürmer bei einem 4:0-Testspielsieg über ADO Den Haag kurz vor Spielende den 4:0-Schlusstreffer für sein Team. Sein erstes Pflichtspiel für die Profis absolvierte er am 1. August 2009, als er im Finale des Bulgarischen Supercups 2009 gegen Lewski Sofia in der 81. Spielminute für Nebojša Jelenković ins Spiel kam.
Sein Liga- und somit Profidebüt gab Milanow nur eine Woche nach dem Supercup-Finale in der Meisterschaftsbegegnung der ersten Runde zwischen Lokomotive Mesdra und Litex Lowetsch. Dabei war der 1,84 m große Akteur von Beginn an im Einsatz und erzielte nach nur sechs gespielten Minuten mit einem wuchtigen Linksschuss den 1:0-Führungstreffer für sein Team. In der 63. Spielminute wurde er für Jelenković ausgewechselt; die Partie endete in einem 5:0-Auswärtserfolg von Litex. In der Saison 2009/10 brachte es Milanow bis dato (16. Mai 2010) auf 27 Einsätze, wobei er oftmals nur kurz eingesetzt wurde. Neben den zwei Treffern in den 27 Ligaspielen machte er auch noch zwei Torvorlagen für seine Teamkollegen.
Zudem kam Milanow zu einem Einsatz im bulgarischen Cup der Spielzeit 2009/10, wo er mit der Mannschaft bereits in der dritten Runde ausschied. Das frühzeitige Ausscheiden war recht überraschend, da Litex Lowetsch in den beiden Jahren zuvor den Bewerb gewann. Auch während der Qualifikation zur UEFA Europa League 2009/10 kam Milanow für Litex zu einem Einsatz, als er in der vierten Runde, den sogenannten Play-offs, bei der 0:4-Heimniederlage gegen den belarussischen Verein BATE Baryssau in der 104. Minute für den Brasilianer Tom eingewechselt wurde.
In der Saison 2012/13 der A Grupa schoss er in 27 Spielen 16 Tore und gab 9 Torvorlagen. In der Torschützenliste belegte er den dritten Rang.
Im Sommer 2013 wechselte Milanow zum PFK ZSKA Moskau nach Russland. Mit ZSKA konnte er die Meisterschaft 2014 erringen. Im Januar 2016 wurde er ein halbes Jahr in die Schweiz zum Grasshopper Club Zürich ausgeliehen.
Im Sommer 2018 wechselte er nach Ungarn zum Fehérvár FC, sein Vertrag dort wurde nach zwei Jahren aufgelöst.
Nach einer einjährigen Vereinslosigkeit kehrte er in seine bulgarische Heimat zurück und unterschrieb bei Lewski Sofia.
Im Januar 2023 wechselte er in die VAE zu Al-Dhafra.

### Nationalmannschaft
Milanow stand am 18. November 2009 beim U-21-Länderspiel gegen Israels U-21 erstmals im Kader des U-21-Teams seines Heimatlandes. Bei der 0:4-Niederlage, das von einem österreichischen Schiedsrichterteam rund um Fritz Stuchlik geleitet wurde, kam der junge Akteur jedoch nicht zum Einsatz. Am 3. März gab er zusammen mit seinem Bruder Ilija sein Debüt in der U-21-Nationalmannschaft Bulgariens. Beide spielten bei der 0:2-Auswärtsniederlage gegen die montegrinische U-21-Nationalelf über die volle Spieldauer durch.

## Erfolge
Jugend
- U-19-Meister: 2009
- U-19-Torschützenkönig: 2009

Verein
- Bulgarischer Meister: 2010, 2011
- Russischer Meister: 2014

 Persönliche Auszeichnungen 
- Fußballer des Jahres in Bulgarien: 2012